# Gmina Salt Creek (hrabstwo Davis)

Położenie Gminy Salt Creek w hrabstwie Davis

Gmina Salt Creek (ang. Salt Creek Township) – gmina w USA, w stanie Iowa, w hrabstwie Davis. Według danych z 2000 roku gmina miała 294 mieszkańców, a jej powierzchnia wynosi 92,98 km².